# Бияцовце
Бияцовце (словац. Bijacovce) — село и одноимённая община в районе Левоча Прешовского края Словакии. В письменных источниках начинает упоминаться с 1258 года.

## География
Село расположено в юго-западной части края, в северо-восточной части Горнадской котловины, при автодороге 3216. Абсолютная высота — 513 метров над уровнем моря. Площадь муниципалитета составляет 16,6 км².

## Население
| Год:                | 1994 | 2004    | 2014     | 2024    |
| ------------------- | ---- | ------- | -------- | ------- |
| Количество человек: | 775  | 838     | 929      | 971     |
| Разница:            |      | +8,12 % | +10,85 % | +4,52 % |

По данным последней официальной переписи 2011 года, численность населения Бияцовце составляла 922 человека.
Национальный состав населения (по данным переписи населения 2011 года):
| Национальность | Численность, человек |
| -------------- | -------------------- |
| словаки        | 768                  |
| цыгане         | 90                   |
| русины         | 1                    |
| чехи           | 1                    |
| поляки         | 1                    |
| не указана     | 37                   |